# Unserer Lieben Frau (Winklarn)

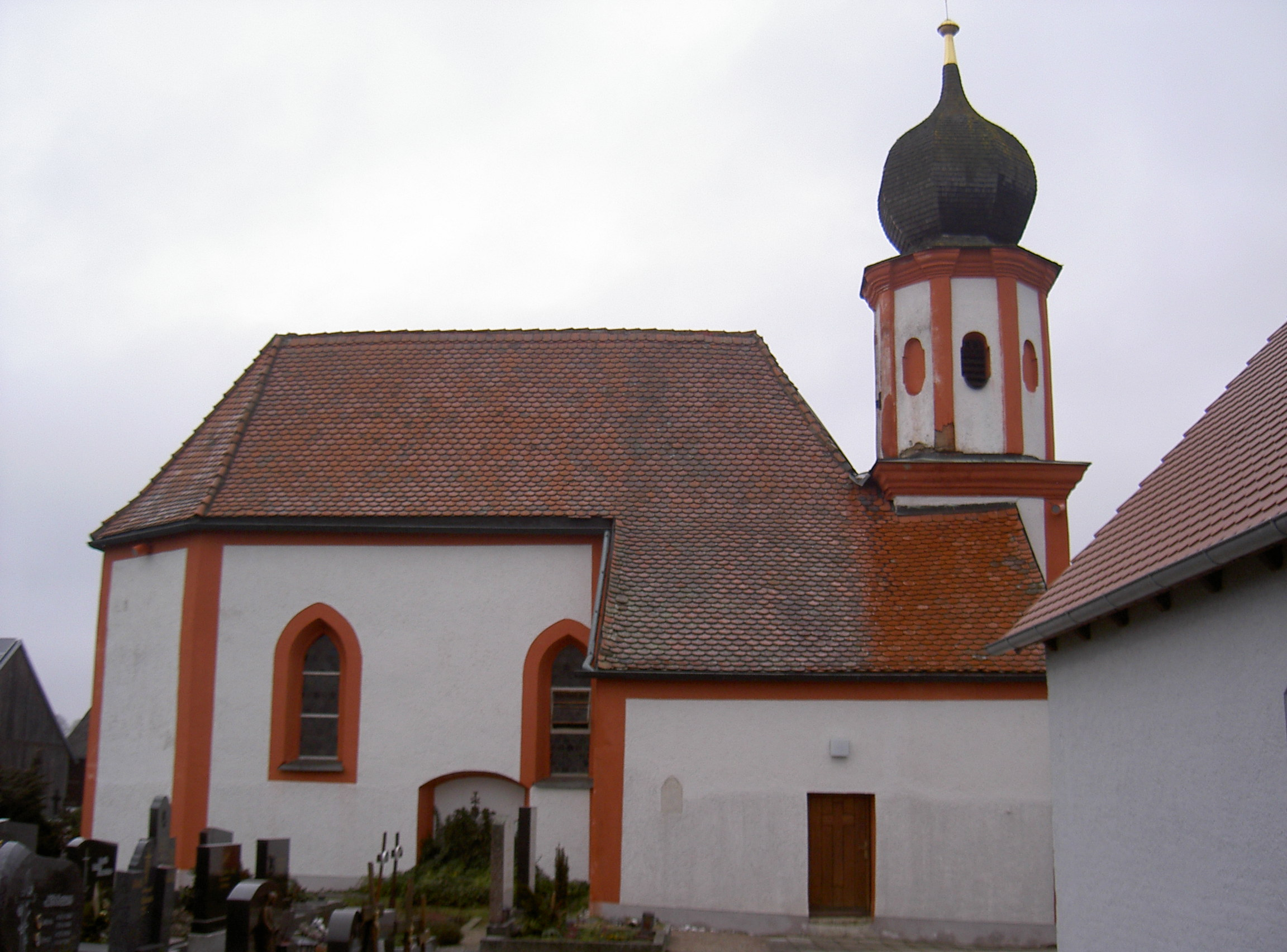
Unserer Lieben Frau (Winklarn)

Die römisch-katholische, denkmalgeschützte Filialkirche St. Andreas ist eine Friedhofskapelle in Winklarn, einem Markt im Landkreis Schwandorf in der Oberpfalz. Sie gehört zum Bistum Regensburg. Das Bauwerk ist unter der Denkmalnummer D-3-76-178-15 als Baudenkmal in die Bayerische Denkmalliste eingetragen.

## Beschreibung
Die spätgotische Saalkirche wurde im 18. Jahrhundert verändert. Sie besteht aus einem Langhaus, das im Westen dreiseitig geschlossen ist. Dem Chor wurde an der Ostseite ein Choranschlussturm auf quadratischem Grundriss vorgesetzt, auf dessen achteckigem Obergeschoss eine Zwiebelhaube aufgesetzt wurde.
Der Innenraum ist mit einer Kassettendecke überspannt. Die Empore ist zweigeschossig. Zur Kirchenausstattung gehört ein um 1620 gebauter Hochaltar in Form einer Ädikula. Auf der erhöhten Predella befindet sich ein Tafelbild mit der Darstellung des heiligen Blasius.